# Świat bez słońca
Świat bez słońca (fr. Le monde sans soleil) – francuski film dokumentalny z 1964 roku w reżyserii Jacques-Yves'a Cousteau.

## Nagrody
37. ceremonia wręczenia Oscarów
- nagroda: najlepszy film dokumentalny − Jacques-Yves Cousteau[1]